# انغماس مبكر (تعليم لغة أجنبية)

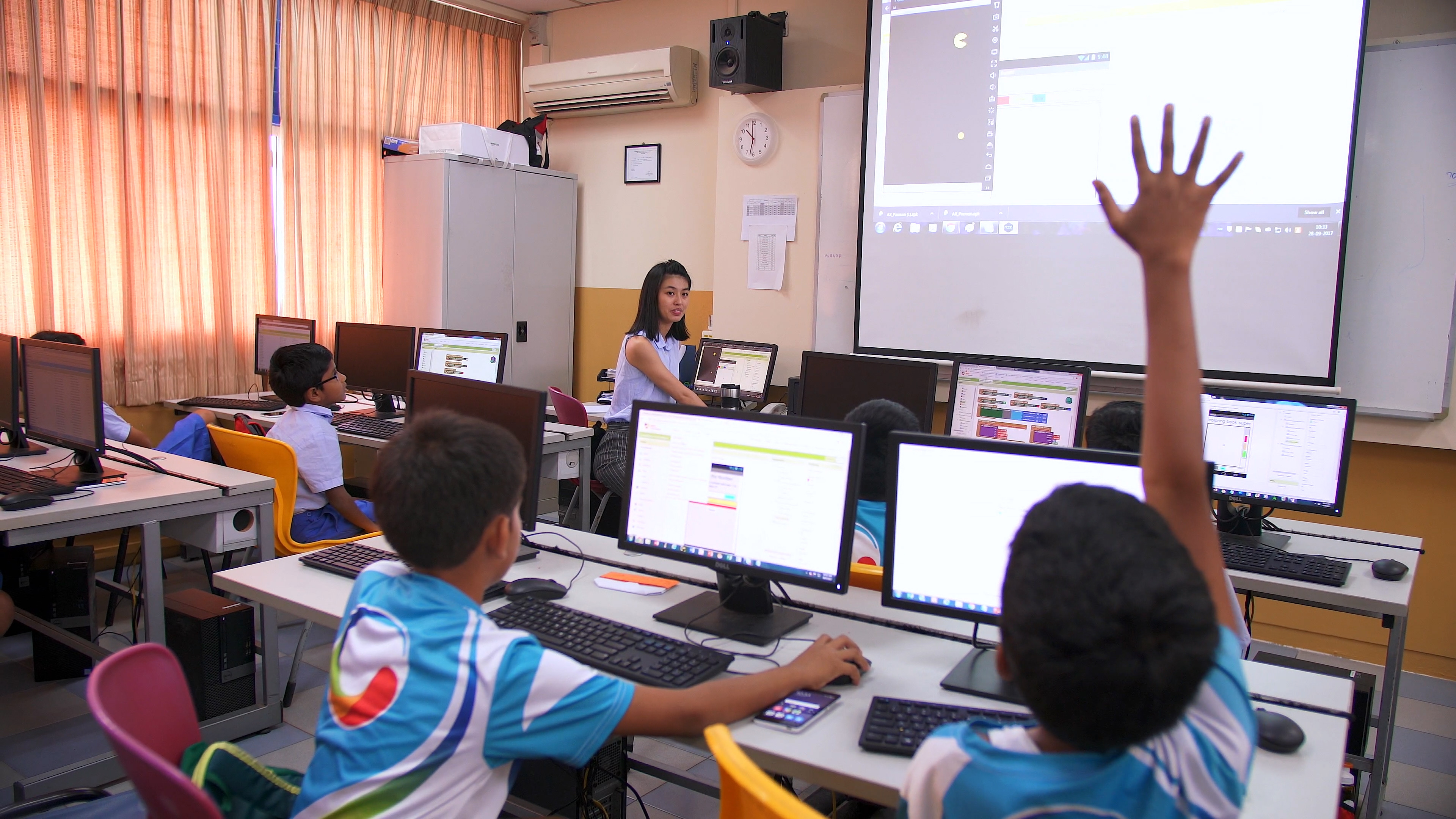
فصول الحرم الجامعي في الساحل الشرقي، بسنغافورة

الانغماس المبكر عبارة عن طريقة لتعليم وتعلم لغة أجنبية. وهي تشتمل على إخضاع الطالب للتعليم المكثف بلغة أجنبية، من عمر الخامسة أو السادسة. وبشكل متكرر، فإن هذه الطريقة تشتمل على تعليم الطالب كل أو جزءًا من الموضوعات الرئيسية «المعتادة» والمتنوعة المرتبطة به (مثل الرياضيات والعلوم) من خلال اللغة الأجنبية التي يتم تعليمها.
وقد تم اكتشاف أن الطلاب المسجلين في برنامج الانغماس المبكر يتعلمون اللغة التي تتم دراستها بدرجة كفاءة تصل إلى تقريبًا نفس كفاءة الناطقين بتلك اللغة كلغة أم مع الوصول إلى عمر الحادية عشرة. ويتأخر مثل هؤلاء الطلاب عن نظرائهم (أي أولئك النظراء الذين لا يشاركون في برنامج الانغماس المبكر) فيما يتعلق بالقراءة والهجاء وعلامات الترقيم والرياضيات والعلوم في أول بضع سنوات. إلا أنه في النهاية يلحق هؤلاء الطلاب المشاركون في برنامج الانغماس المبكر بنظرائهم في تلك المجالات المذكورة أعلاه (بكير، 1993).
وقد تم افتراض العديد من النظريات فيما يتعلق بكون الطفولة المبكرة هي «أسهل» وقت يمكن تعلم اللغات فيه - وهي فترة التنمية يبدو أن اللغة يتم «استيعابها» فيها بدلاً من مجرد «تعلمها». ومع ذلك، فمازل هناك قدر كبير من الجدل فيما يتعلق بكيفية تحصيل العقل للغات، بما في ذلك السبب وراء ظهور أنه يبدو أن أفضل وقت يمكن أن يقبل فيه العقل ذلك التحصيل هو فترة الطفولة المبكرة.

## وصلات خارجية
- Immersion language learning